# Ariadna

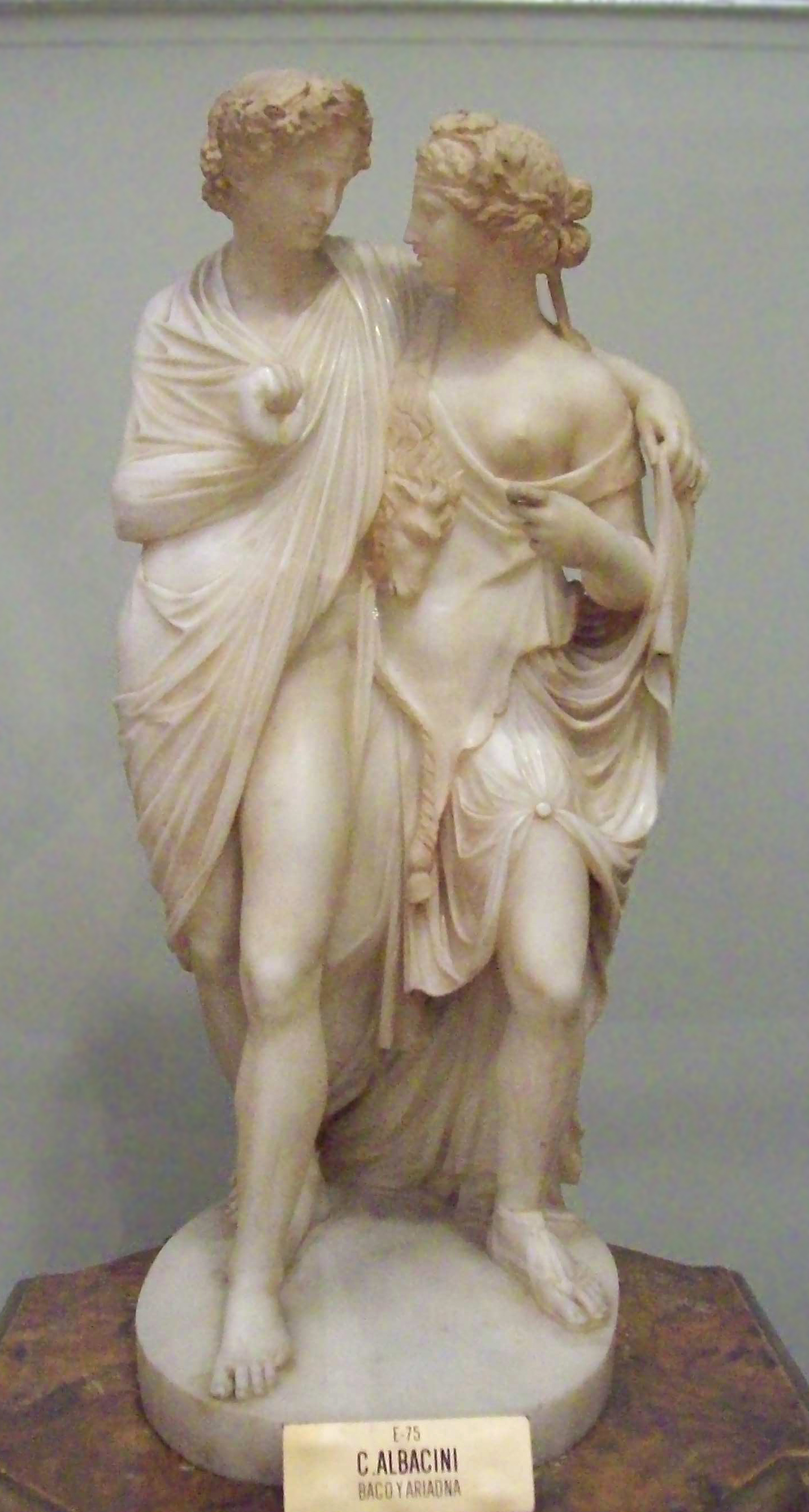
Bacchus a Ariadna (C. Albacini, 18. století).

Ariadna (řecky Αριάδνη Ariadné) je v řecké mytologii dcera krétského krále Mínóa a jeho manželky Pásifaé. Zamilovala se do hrdiny Thésea, který díky Ariadnině niti našel cestu z Mínotaurova labyrintu, ale nakonec ji zanechá na ostrově Naxos, aby se stala manželkou boha Dionýsa.
Ariadna měla čtyři bratry, Deukalióna, Glauka, Androgea a Katrea, a mladší sestru Faidru.

## Příběh
Když se její matka Pásifaé nechala svést posvátným bílým býkem, přišel na svět Mínotaurus, obluda s tělem muže a hlavou býka. Král Mínós svou manželku potrestal strašným způsobem, nechal ji usmýkat divokým býkem. Mínotaura ukryl před světem do mohutného labyrintu, který pro něj vystavěl slavný athénský stavitel Daidalos.
Když na velkých athénských hrách zvítězil nejstarší bratr Androgeós, athénský král Aigeus ho zabil. Na Athény padl hněv bohů a král Mínós proti Athénám vytáhl s vojskem. Za usmíření byla na Athény uvalena krutá daň: každých devět let bude na Krétu vypraveno sedm sličných panen a sedm paniců a budou předhozeni jako oběť Mínotaurovi. Tak se stalo. Když byl čas třetího obětování, připlul na Krétu mezi oběťmi Théseus, syn krále Aigea, s odhodláním Mínotaura zabít.
Ariadna se do Thésea zamilovala na první pohled a pomohla mu těžký úkol splnit. Před vstupem do labyrintu mu dala klubko nití, které Théseus za sebou rozmotával. Dostal se k býkovi dlouhými temnými a spletitými chodbami, podstoupil s obludou těžký boj, býka proklál mečem a zvítězil. Pomocí nití se dokázal vrátit zpět k východu z labyrintu. Athény i Kréťané si oddechli, že nebezpečí je pryč.
Théseus vzal Ariadnu, plavil se s ní do Athén a sliboval jí manželství. Jenže když loď přistála u ostrova Naxu, její cesta do Řecka skončila. Ve snu se jí zjevil bůh Dionýsos a přikázal jí, aby na ostrově zůstala. Podle jiné verze ji Théseus spící zanechal na ostrově. Ariadna se provdala za boha Dionýsa, Théseus si později vzal její mladší sestru Faidru. Prý ani jedno z těch manželství nebylo šťastné.
Zpáteční cesta Théseova do Athén přinesla smrt jeho otci, králi Aigeovi, který vyhlížel synovu loď. Podle domluvy měl Théseus v případě šťastného návratu vyměnit černé plachty za bílé, on to
však neudělal a jeho otec ze zoufalství nad domnělou smrtí syna skočil do moře a utopil se.
Sousloví „Ariadnina nit“ přežívá do současnosti, je symbolem pro orientaci a řešení složitých zamotaných situací nebo problémů.

## Odraz v umění

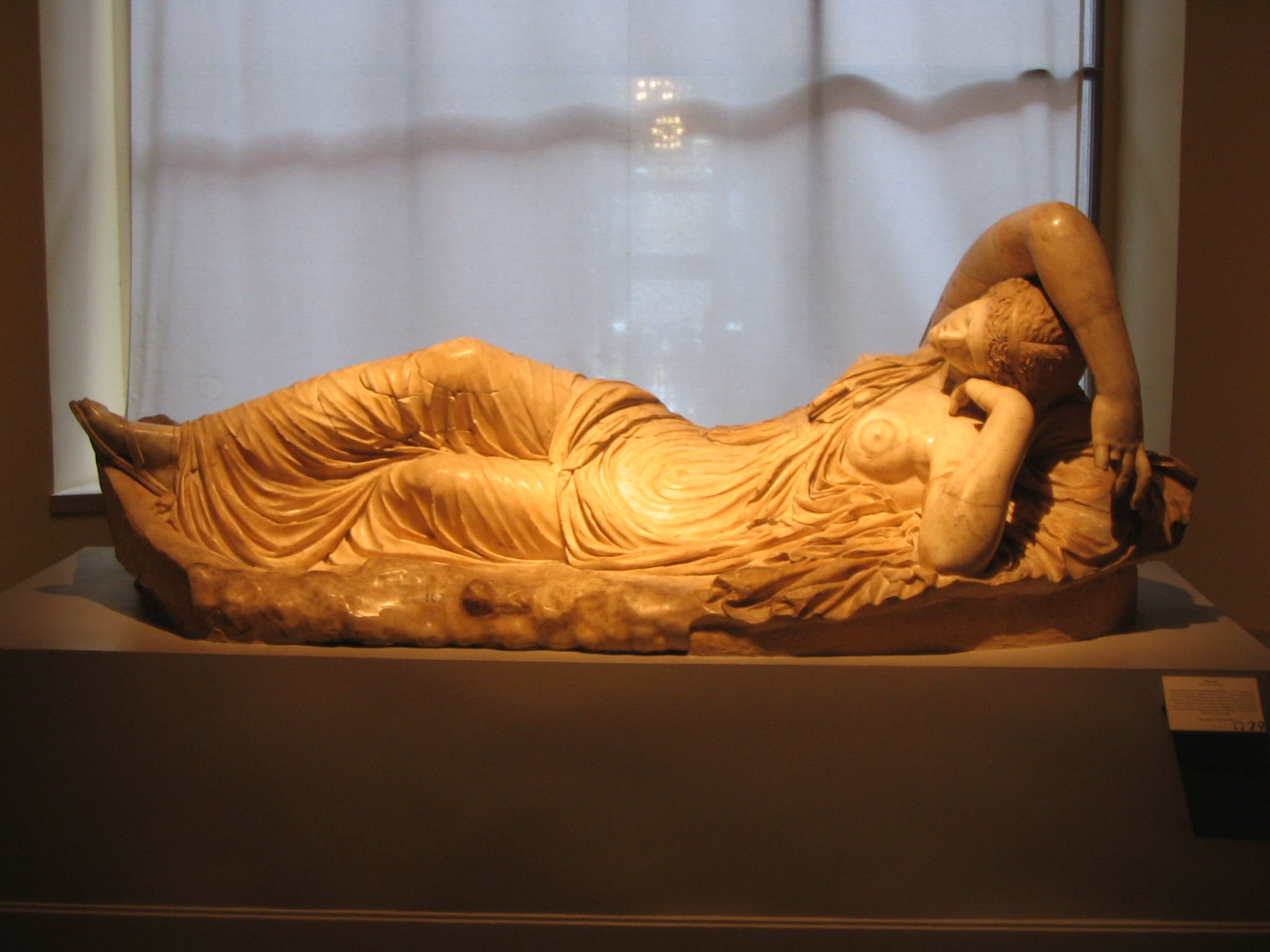
Spící Ariadné

Příběh Ariadny již tři tisíce let láká umělce. Mezi nejznámější díla patří:
- Spící Ariadna, helénistická socha ze 3. stol. př. n. l., její nejlepší kopie jsou dnes ve Vatikánském muzeu
- Tizian: obraz Bakchos a Ariadna (z r. 1523, dnes v londýnské Národní galerii)
- Claudio Monteverdi: Ariadna, opera, 1608
- Johann Sigismund Kusser: Ariadne, opera, 1692
- Georg Friedrich Händel: Ariadna, opera, 1733
- Nicola Porpora: Ariadna na Naxu  (italsky Arianna in Nasso), opera, 1733
- Jiří Antonín Benda: Ariadna na Naxu, melodram, 1774
- Richard Strauss: Ariadna na Naxu (německy Ariadne auf Naxos), opera, 1912
- Bohuslav Martinů: Ariadna (francouzsky Ariane), opera, 1958